# Aubois
Aubois – rzeka we Francji, przepływająca przez teren departamentu Cher, o długości 42,9 km. Stanowi lewy dopływ rzeki Loary.